# Долматовский (село)
Долматовский — село в Заволжском районе Ивановской области России. Административный центр Сосневского сельского поселения.

## География
Располагается на левом берегу Меры (приток Волги) в 11 км восточнее Заволжска.

## История
В 1880-х годах в селе Долматово была построена крупная хлопчатобумажная фабрика. 26 апреля 1941 года Долматовский получил статус посёлка городского типа.
Во времена СССР в Долматовском работал 6-й цех Кинешемской швейной фабрики, промтоварный магазин потребкооперации, а также продовольственный, хозяйственный и хлебный магазины. Имелась собственная пекарня — белый формовой хлеб долматовской выпечки славился на всю Ивановскую область. Кроме того, в поселке был детский сад, коммунальная баня, почтовое отделение и сберкасса. В двухэтажном кирпичном здании бывшей церковно-приходской школы находилась средняя общеобразовательная 10-летняя школа. Значительная часть населения работала в совхозе «Жажлевский».
С конца 1980-х годах, как и во всей стране, в Долматовском начинается упадок — закрываются швейный цех, пекарня, почти все магазины, баня. Школа из 10-летки преобразуется в начальную и переводится в небольшое деревянное здание. Растёт безработица, наблюдается отток молодёжи в город — типичные явления для российской деревни постсоветской эпохи.
Благодаря своему живописному расположению Долматовский ещё в начале 1970-х годов становится привлекательным для дачников, среди которых было немало москвичей. Активная скупка домов и земельных участков предотвратила полный упадок посёлка и дала ему новую жизнь — московские дачники живут здесь всё лето, а многие из них (как правило, пенсионеры) остались в Долматовском на постоянное жительство.
В 2002 году посёлок Долматовский стал селом. До 2009 года был центром Долматовского сельского поселения.

## Население
| 1872 | 1897  | 1979 | 1989 | 2002 | 2010 |
| ---- | ----- | ---- | ---- | ---- | ---- |
| 68   | ↗1004 | ↘761 | ↘615 | ↘438 | ↘369 |

## Русская православная церковь
В январе 2014 году по благословению епископа Кинешемского и Палехского Илариона в здании бывшей средней школы открыт приходский храм во имя преподобного Сергия Радонежского. Богослужения в храме совершаются по субботам и воскресеньям, а также в дни церковных праздников.
В Долматовском сохранились руины храма иконы Божией Матери «Всех скорбящих Радость» 1910 года постройки.
При Заволжском благочинии в деревне Воробьецове Заволжского района действует семейный приют-подворье «Благодать» — подворье храма преподобного Сергия Радонежского (село Долматовский), приют и база труда и отдыха для детей и взрослых с ограниченными возможностями. Место для создания подворья было определено в 2002 году благословением архимандрита Кирилла (Павлова). На подворье организовано постоянное или временное сопровождаемое проживание для детей-сирот и взрослых с ограниченными возможностями — воспитанников социальных учреждений из разных городов России, в том числе выпускников детских домов-интернатов, а также детей с ограниченными возможностями, воспитывающихся в семьях, вместе со своими родителями. Имеются мастерские деревенских ремёсел, небольшие ферма и огород, пасека и птичий двор. Подворье технически приспособлено для жизни людей с ограниченными возможностями. При храме преподобного Сергия Радонежского в селе Долматовский (ул. 1-я Школьная, д. 14) действует Музей русского быта и народного творчества. Как и храм, музей располагается в здании бывшей средней школы. Также при храме действуют воскресная школа и мастерские. Группа милосердия оказывает помощь одиноким пожилым людям, инвалидам, лицам из социальной группы риска, детям из неблагополучных и малоимущих семей и сиротам. При храме создаётся Дом милосердия.

## Люди, связанные с селом
В посёлке жил Герой Советского Союза Г. А. Алексеев.